# 桑乔雷哈
桑乔雷哈，是西班牙卡斯蒂利亚-莱昂阿维拉省的一个市镇。总面积35平方公里，总人口136人（2001年），人口密度4人/平方公里。